# AP-8 (Spanje)
De AP-8 of Autopista del Cantábrico (Baskisch: Kantauriko Autobidea) is een 117 kilometer lange autosnelweg en tolweg in het noorden van Spanje, volledig gelegen in de autonome regio Baskenland. Deze belangrijke oost-westverbinding verbindt hoofdzakelijk de steden San Sebastian en Bilbao met elkaar en Spanje met Frankrijk. Het is in zijn geheel onderdeel van de Europese route E-70.
Aangelegd in de jaren 1970, is de AP-8 een van de oudste autosnelwegen van Spanje. De snelweg loopt voor een deel parallel aan de kust van de Golf van Biskaje, de zeeboezem waarnaar hij is genoemd (Cantábrico is de Spaanse benaming voor het zuidelijk gedeelte van de Golf).
De AP-8 heeft de status van autopista, een van de twee typen snelweg die Spanje kent. Een autopista is een luxe uitvoering van een autosnelweg, met gemiddeld een relatief kleine afstand tussen verzorgingsplaatsen en een relatief grote afstand tussen afritten.

## Tol
De AP-8 is aangelegd als tolweg, alleen in het stedelijk gebied van San Sebastian is de weg vrij te gebruiken. Betalingspunten liggen verspreid over drie locaties langs de weg zelf (tolpleinen) en onderaan bijna elke afrit. De tolpleinen bevinden zich bij Irun, Zarautz en Durango. De weg is niet geprivatiseerd, het beheer ligt bij de Baskische regering.

## Opmerking
De AP-8 wordt nog niet als zodanig bewegwijzerd, maar als A-8. In 2003 hebben alle Spaanse tolwegen (autopistas de peaje) het prefix AP- gekregen, maar de Baskische regering is hierin voorlopig niet meegegaan en heeft het oude wegnummer behouden.

## Traject
De weg begint bij de Franse grens bij Irun in het verlengde van de Franse autosnelweg A63. Ter hoogte van deze grensovergang vormt de weg onderdeel van drie Europese routes: de E-5, de E-70 en de E-80. Na ongeveer 20 kilometer wordt San Sebastian bereikt alwaar het de buitenste ringweg van de stad is. De binnenste ringweg, de GI-20, begint bij kilometer 12 van de AP-8, en sluit terug aan bij kilometer 27. Bij deze stad ligt tevens een belangrijke snelwegenkruising met de A-1, die verkeer van en naar Pamplona en Vitoria-Gasteiz leidt en meer in het algemeen richting het zuiden, naar Madrid en Algeciras. Na San Sebastian volgt de AP-8 de kustlijn, waarlangs de badplaats Zarautz is gelegen. Vanaf Deba buigt de weg naar het binnenland en voert hier door zeer bergachtig gebied met enkele tunnels. Vanaf Durango volgt de weg een industriële vallei (vallei van de Ibaizabal). Bij Bilbao komt de AP-8 samen met de AP-68 vanuit Logroño. Bij dit knooppunt eindigen beide autosnelwegen en gaan naadloos over in de autovía A-8.

## Zie ook

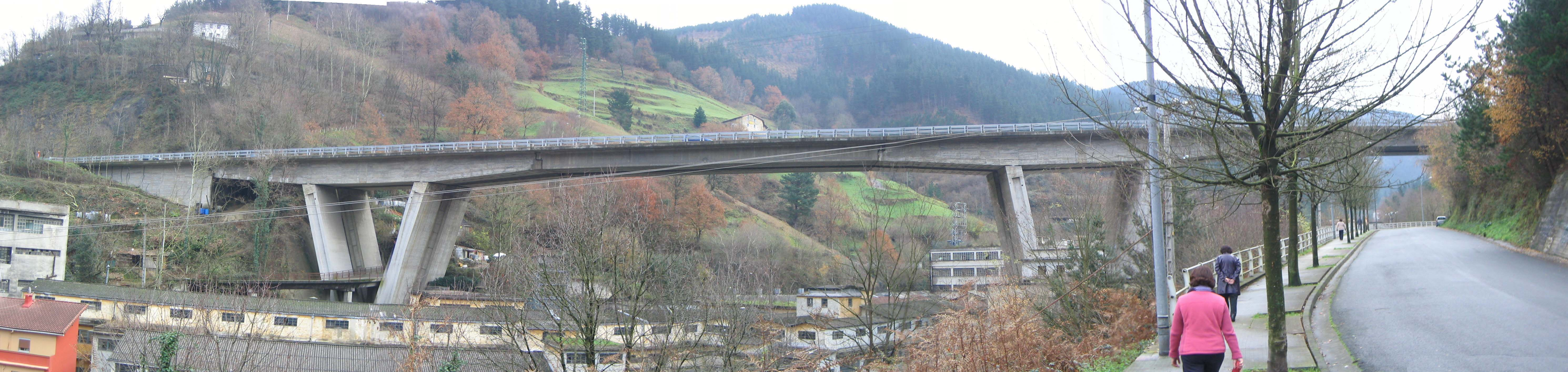
Viaduct in de AP-8 in de buurt van Eibar